# Rhynchophoromyces denticulatus
Rhynchophoromyces denticulatus är en svampart som beskrevs av Thaxt. 1908. Rhynchophoromyces denticulatus ingår i släktet Rhynchophoromyces och familjen Ceratomycetaceae.   Inga underarter finns listade i Catalogue of Life.